# Brithyceros dichroanthes
Brithyceros dichroanthes är en fjärilsart som beskrevs av Edward Meyrick 1932. Brithyceros dichroanthes ingår i släktet Brithyceros och familjen äkta malar. Inga underarter finns listade i Catalogue of Life.